# Annie-for-Spite
Annie-for-Spite er en amerikansk stumfilm fra 1917 af James Kirkwood.

## Medvirkende
- Mary Miles Minter - Annie Johnson
- George Fisher - Willard Kaine Nottingham
- Eugenie Forde - Mrs. Emily Nottingham
- Gertrude Le Brandt - Mrs. J.G. Nottingham
- George Periolat - Andrew Walters